# Polyacme subgriseata
Polyacme subgriseata là một loài bướm đêm trong họ Geometridae.